# Lukaskirche (Graal-Müritz)

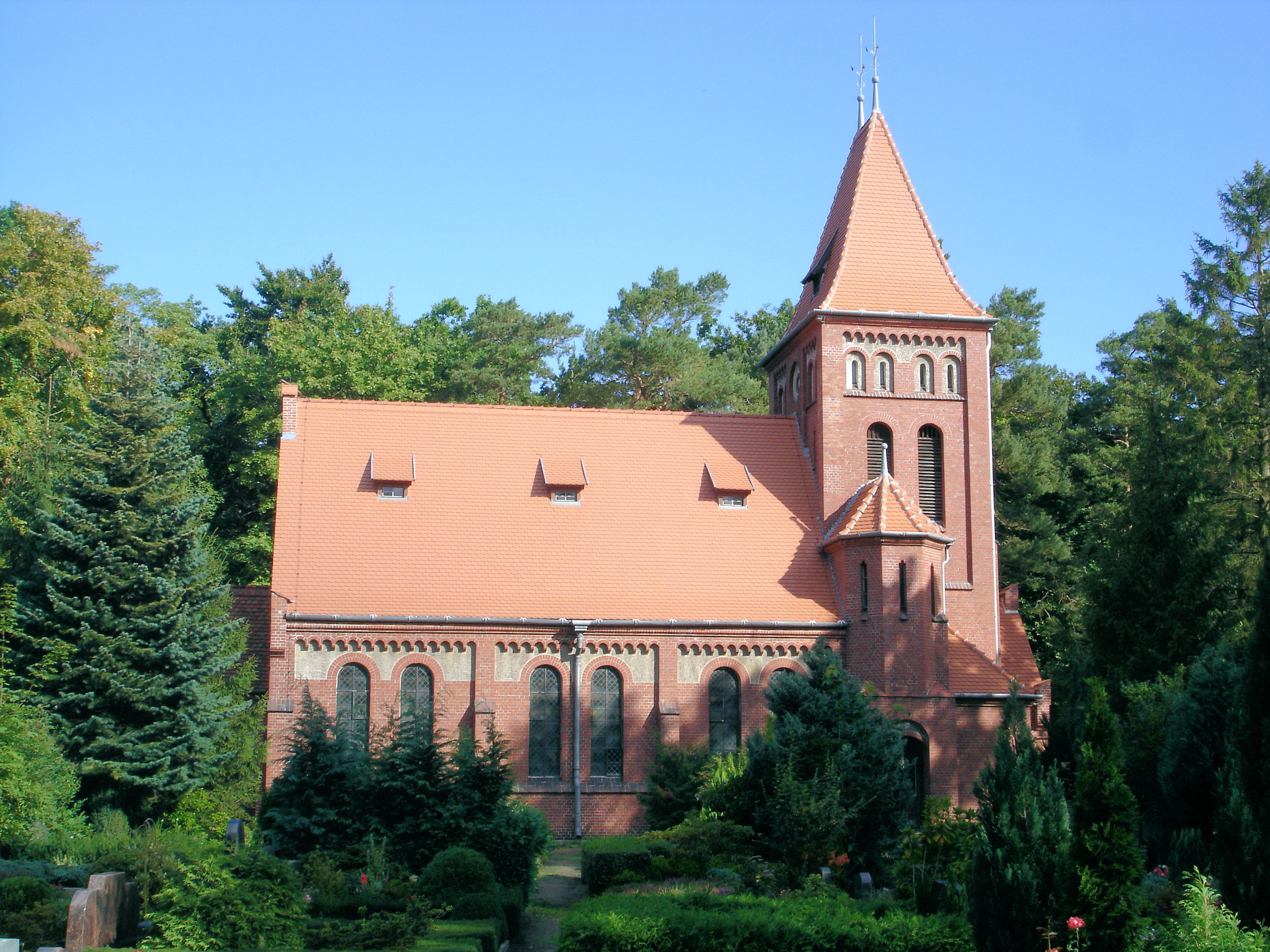
Lukaskirche im Seeheilbad Graal-Müritz

Die Lukaskirche Graal-Müritz ist die Kirche der Evangelisch-Lutherischen Lukaskirchgemeinde im Seeheilbad Graal-Müritz. Die Kirchengemeinde gehört zur Propstei Rostock im Kirchenkreis Mecklenburg der Evangelisch-Lutherischen Kirche in Norddeutschland (Nordkirche).

## Geschichte
Im Jahr 1867, als Graal und Müritz noch zwei getrennte Dörfer waren, initiierte der Klosterpastor Friedrich Bunge († 1889 in Garwitz) des benachbarten Ribnitz einen Kirchneubau in Graal. Die verschiedenen Versuche Bunges scheiterten jeweils an der oberen Kirchenbehörde, bis Großherzog Friedrich Franz IV. von Mecklenburg-Schwerin davon Gehör erlangte und sich ebenfalls für die Errichtung einer Kirche einsetzte. Bunge wurde für seine Beharrlichkeit anlässlich des 25. Kirchweihjubiläums mit einem Gedenkstein geehrt, der sich vor der Ostseite der Kirche befindet.
1903 begannen die ersten Verhandlungen zum Bau und 1908 begann die Bautätigkeit unter der Leitung des Geheimen Hofbaurates Gotthilf Ludwig Möckel, der ebenfalls das in der unmittelbaren Nachbarschaft gelegene Jagdschloss Gelbensande gestaltete. Die Lukaskirche wurde am 18. Oktober 1908 im Beisein des Großherzogs Friedrich Franz IV. von Mecklenburg-Schwerin samt Gattin Alexandra eingeweiht. Bis zur Baufertigstellung fanden alle kirchlichen Handlungen, selbst der Konfirmandenunterricht, in Ribnitz-Damgarten statt. Das großherzogliche Paar stand als Pate für die ersten beiden in der Kirche getauften Kinder bereit, die zu seinen Ehren die Namen Friedrich Franz und Alexandra erhielten.
Anlässlich des 100-jährigen Jubiläums erhielt das Kirchgebäude am Gedenktag des Heiligen Lukas, dem 18. Oktober 2008, im Beisein von Landesbischof Andreas von Maltzahn den Namen „Lukaskirche“.

## Baubeschreibung

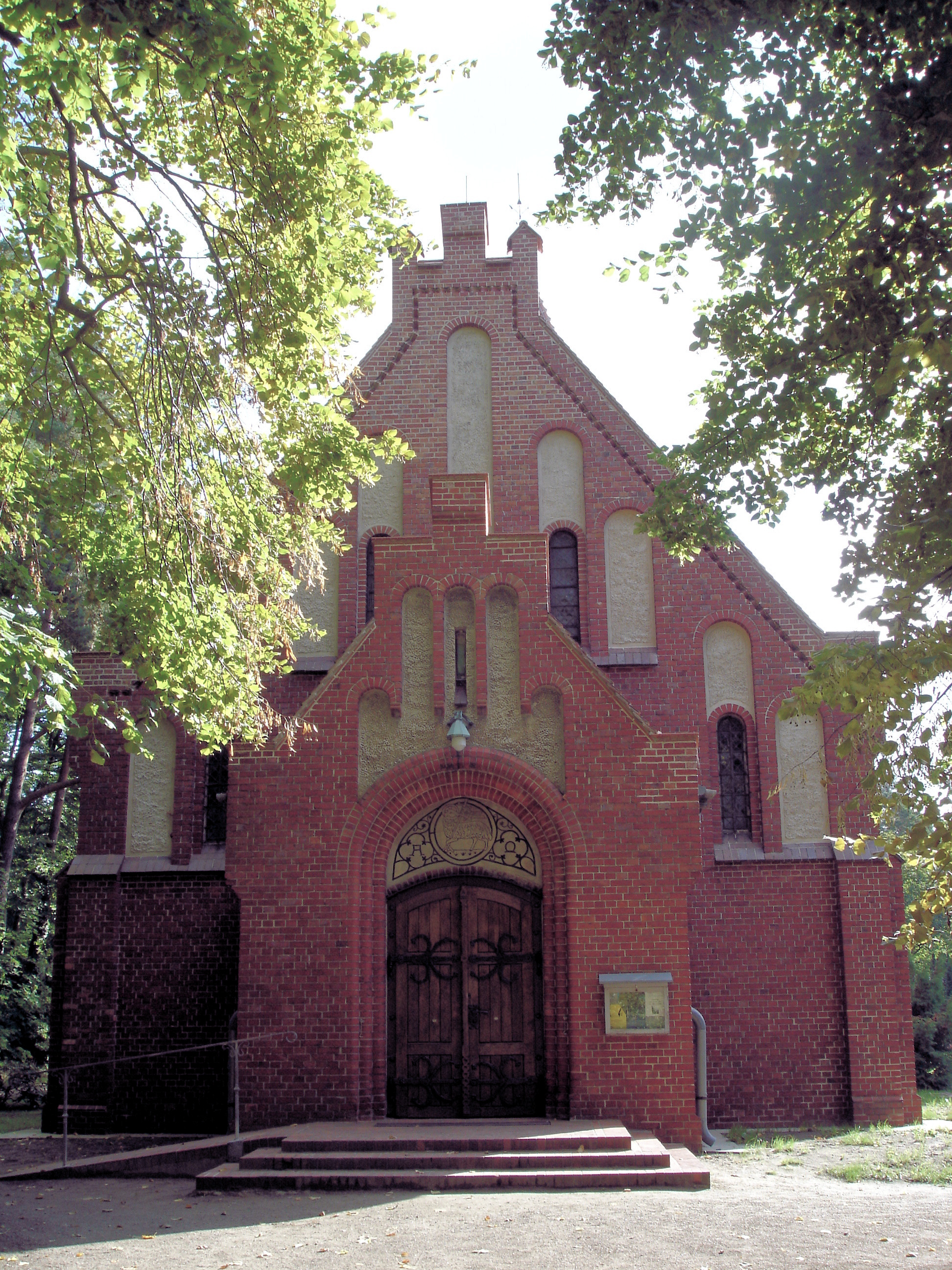
Westgiebel

Der Sakralbau ist im Stil der Neoromanik konzipiert. Die Turmhöhe sowie die Gesamtlänge der Lukaskirche betragen jeweils 26 Meter; die Kirche ist 12 Meter breit. Das Kirchenschiff hat die Maße 15 × 9,5 × 8,5 Meter (Länge, Breite, Höhe). Eine Besonderheit ist der auf der Ostseite gelegene Kirchturm, der im Gegensatz zu der seit dem 12. Jahrhundert typischen Westlage errichtet wurde. Möckel begründete diese Wahl aus „ästhetischen Gründen“: Der Turm diente als Wahrzeichen für Besucher, die sich der Kirche aus Rostock näherten. Diese Sichtachse ist heute allerdings nicht mehr erkennbar.
Über dem Eingang befindet sich mit dem Bildnis eines Opferlamms der Hinweis auf Johannes 1, 29 („Siehe, das ist Gottes Lamm, welches der Welt Sünde trägt!“). Auf den Glasfenstern der Nordseite sind die vier Evangelisten Matthäus, Markus, Lukas und Johannes dargestellt, allerdings ohne ihre typischen Symbole. Der Altaraufsatz nimmt mit seinen Blumendarstellungen, den fächerartig angeordneten Ähren sowie dem Weinstock Bezug auf das Abendmahl Jesu. Die Kirche besitzt drei Glocken, von denen zwei die Kriegswirren nicht überstanden haben und 1952 bzw. 1956 neu gegossen wurden. Die Kirchenorgel stammt von Hoforgelbauer Carl Börger aus Rostock. Zur Kirche gehört ein Friedhof.

## Bilder

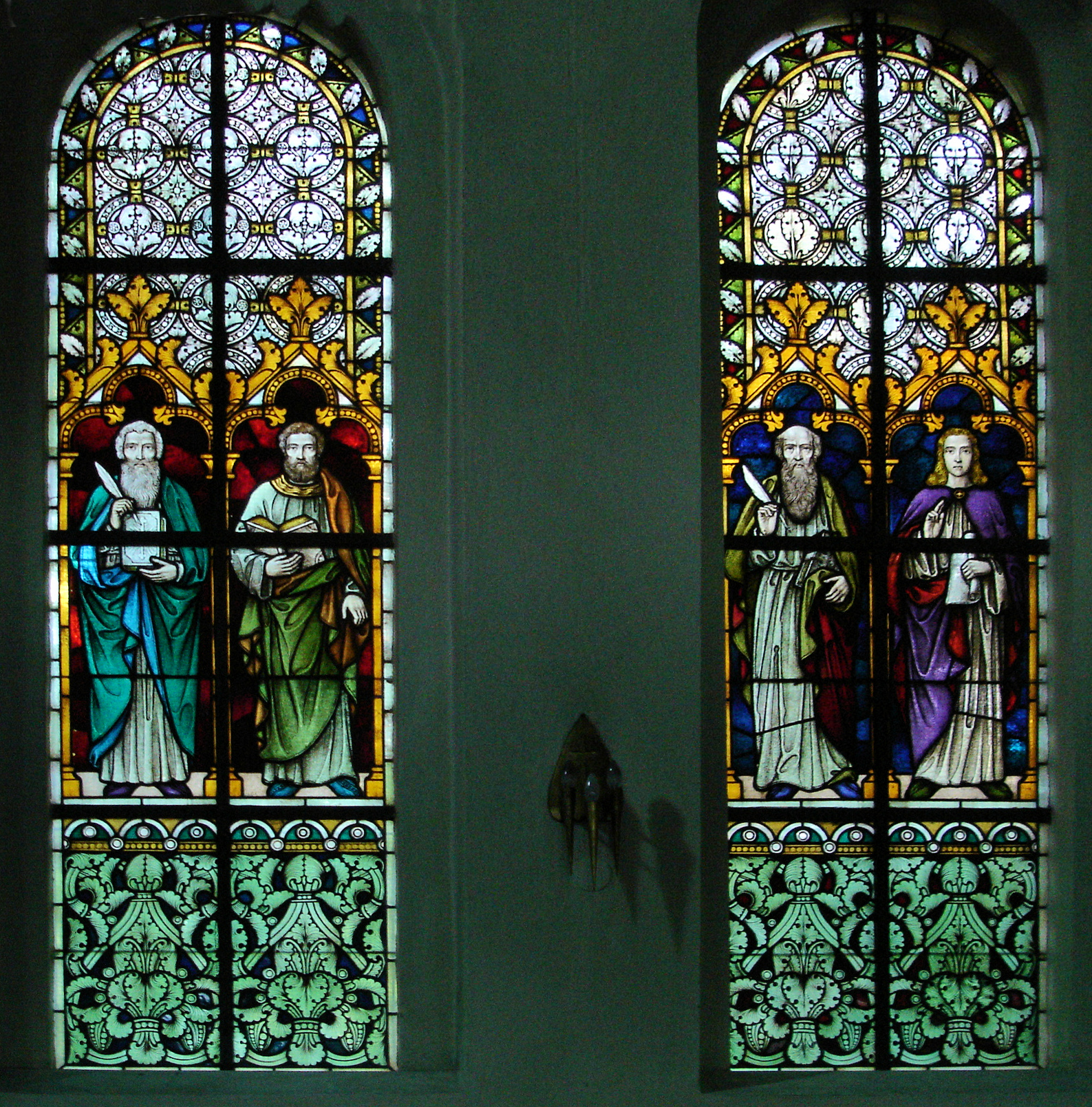
Fenster mit Matthäus, Markus, Lukas und Johannes
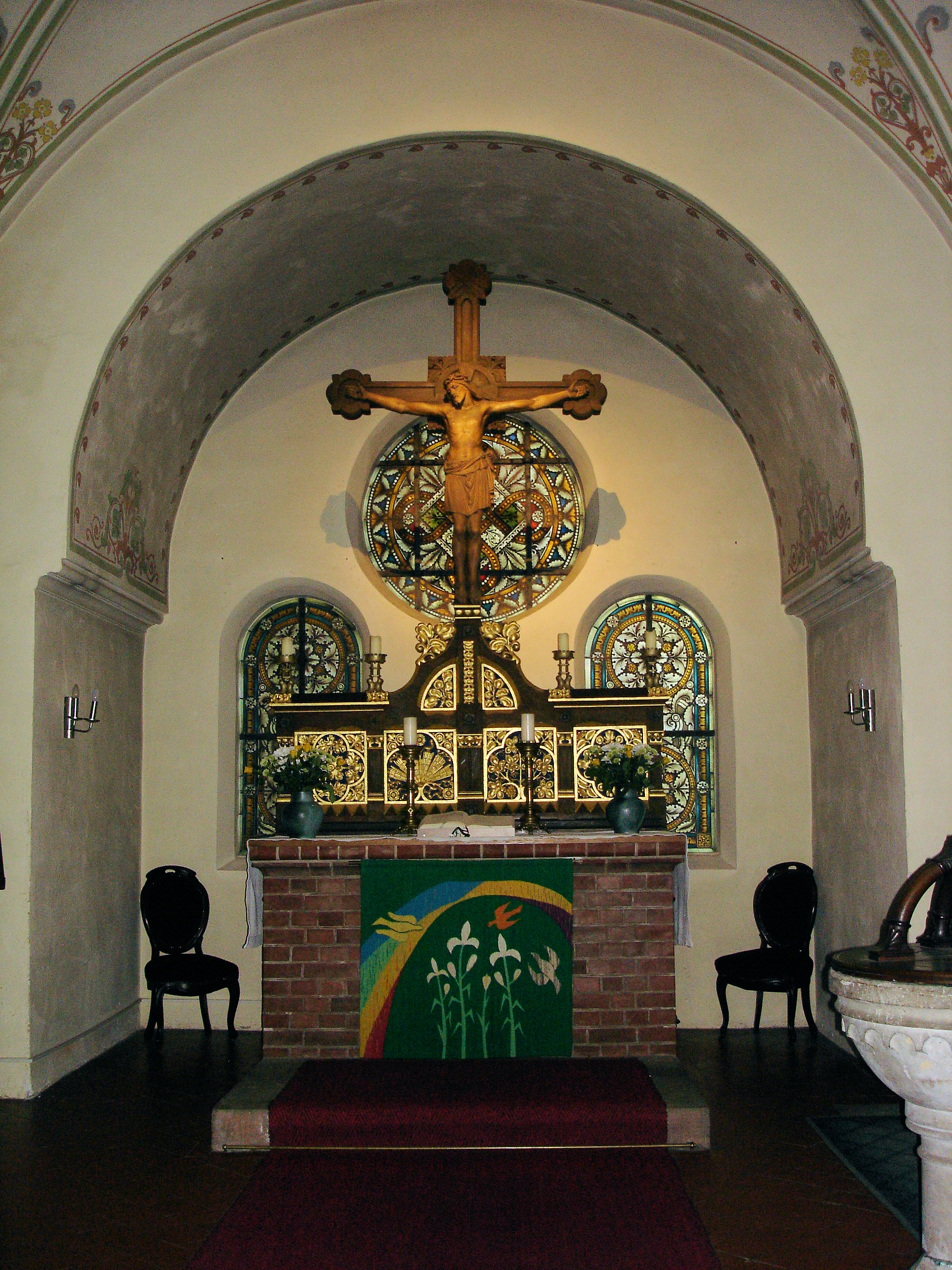
Altar
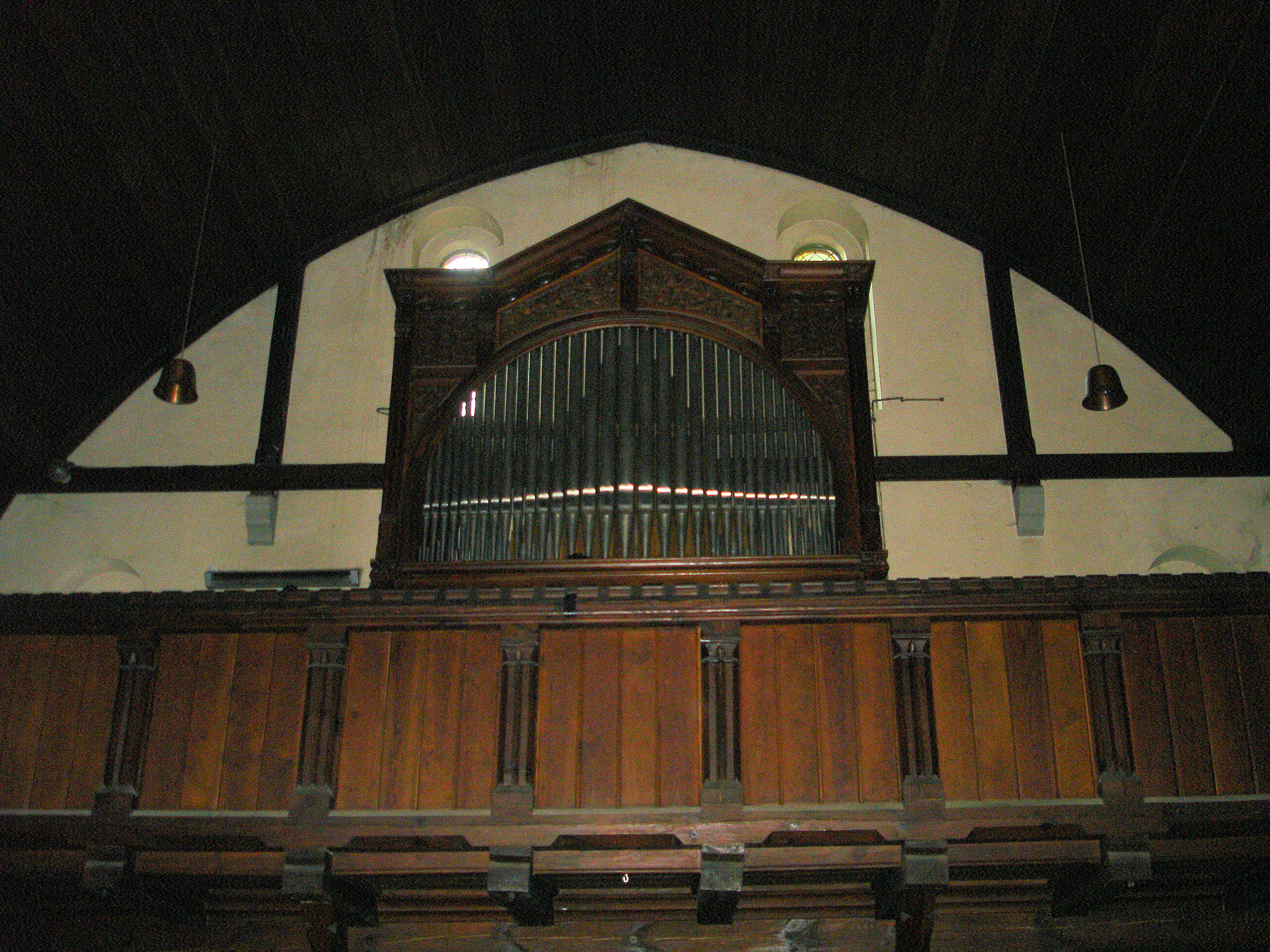
Orgel von Carl Börger
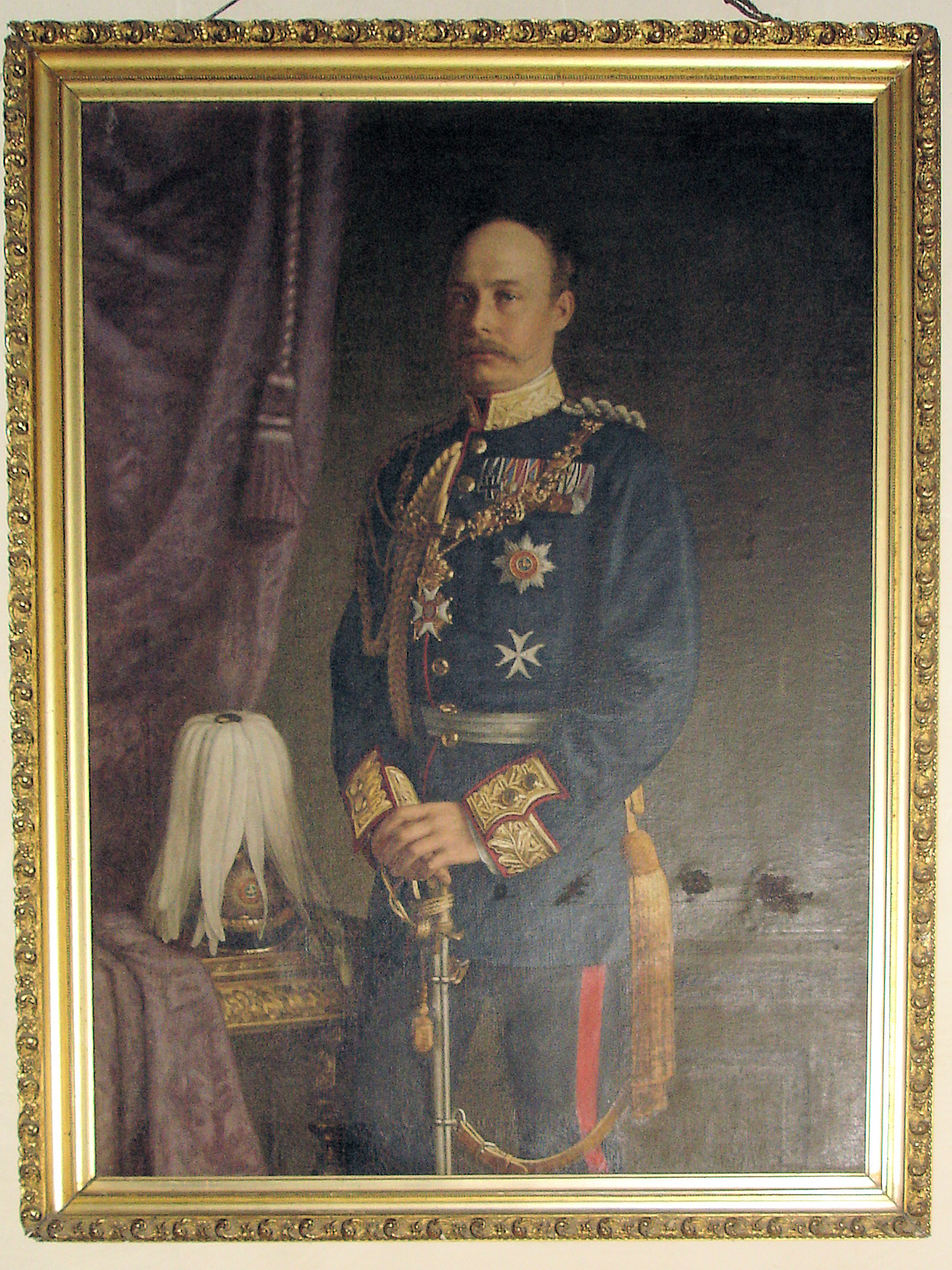
Gemälde des Großherzogs Friedrich Franz IV. von Mecklenburg
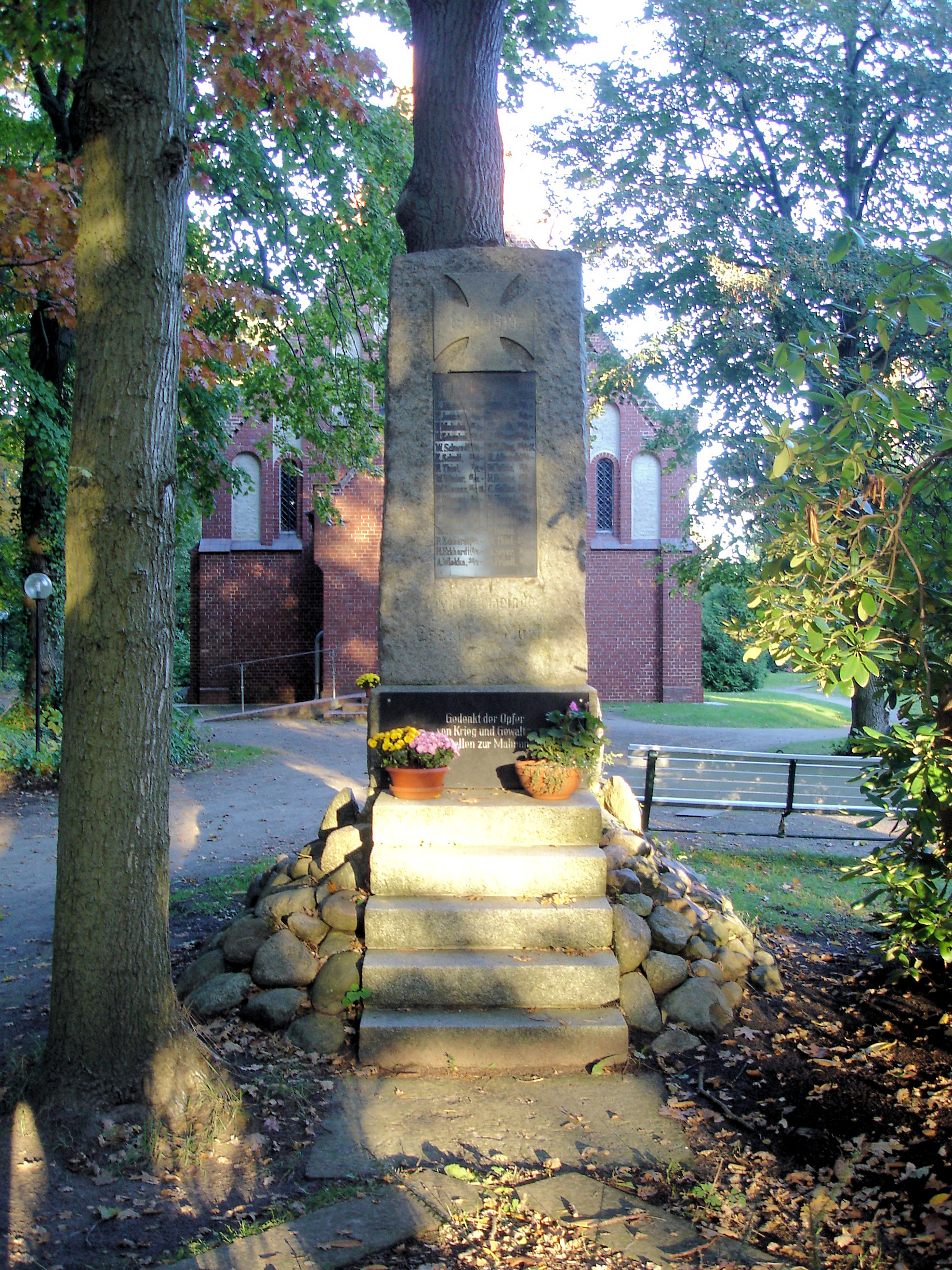
Kriegerdenkmal
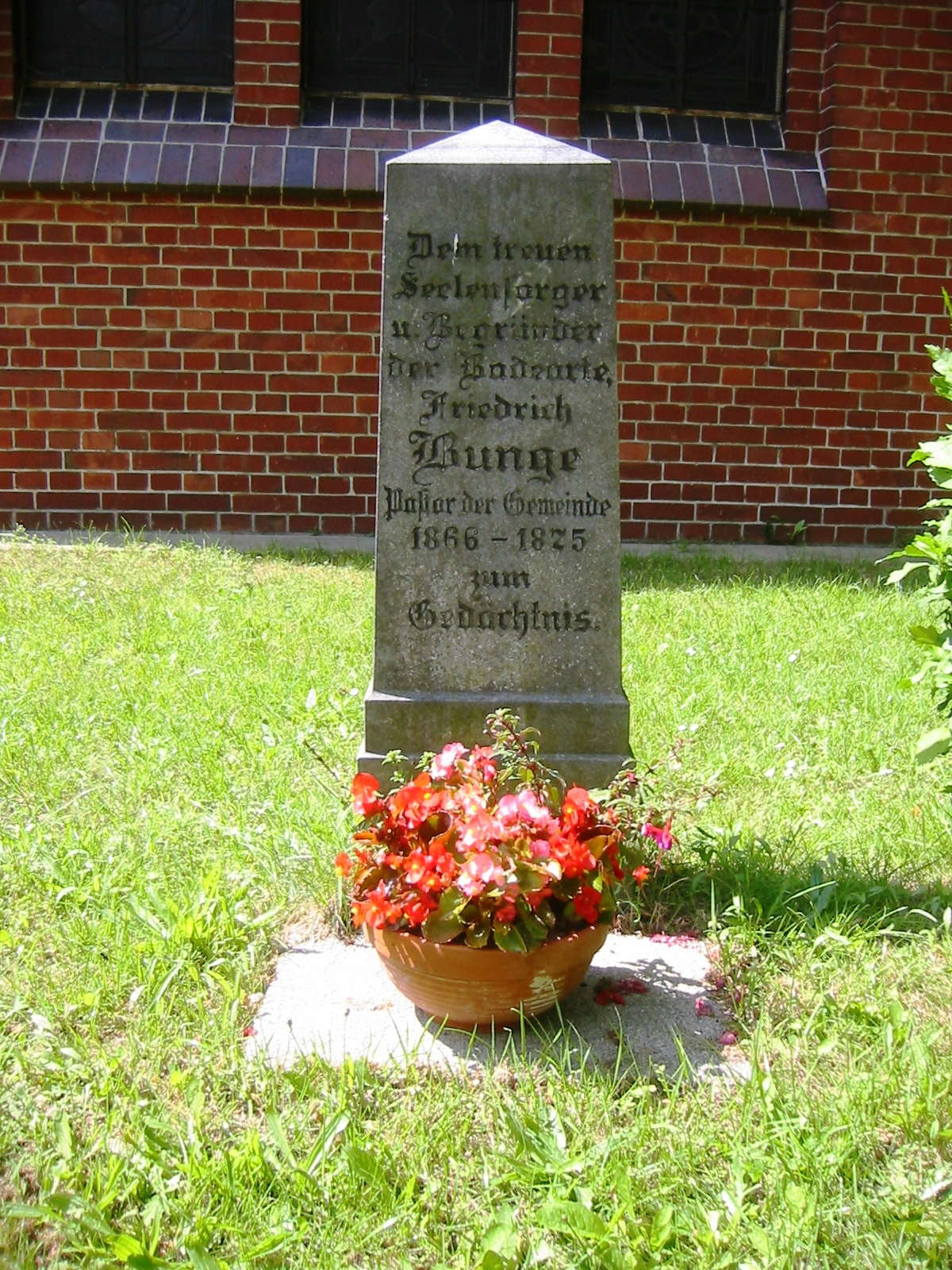
Gedenkstein für Friedrich Bunge
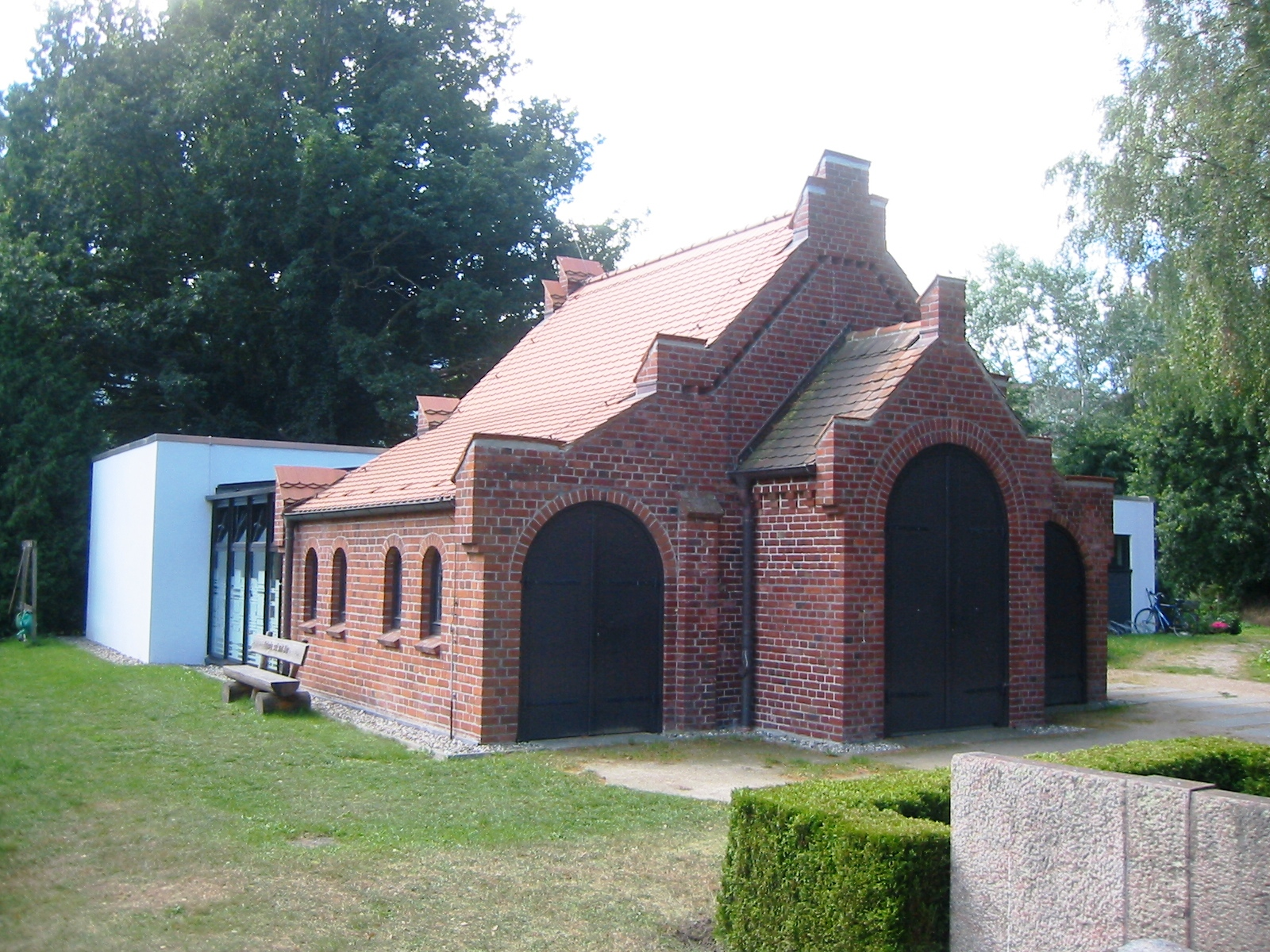
Trauerhalle